# Rete logica
In elettronica una rete logica è un insieme di dispositivi interconnessi che realizza un'elaborazione ovvero una certa funzione logica. Possono essere di natura elettronica, nell'accezione più comune, ma potenzialmente anche di altra natura, se in grado di trasmettere e elaborare un segnale, come nella fotonica, eccetera. Esistono essenzialmente due tipi principali di reti logiche: le reti unilaterali e le reti bilaterali.

## Descrizione
Le reti unilaterali sono reti in cui lo stato delle uscite, cioè se l'uscita assume valore alto o basso, dipende esclusivamente da valori di grandezze elettriche calcolate in un determinato punto del circuito: in queste reti il flusso dell'elaborazione procede fisicamente in un'unica direzione e ne sono esempi elementari le porte logiche; per chiarire meglio, consideriamo una porta AND a due ingressi: lo stato dell'uscita della porta AND dipende dai valori di corrente applicati ai due pin di entrata e il flusso dell'elaborazione procede dai pin di entrata al pin di uscita.
Le reti bilaterali sono reti in cui la funzione di uscita è valutata tra due punti, cioè l'uscita è determinata dal fatto che ci sia o meno un contatto tra due punti: se ad esempio nel punto A arriva corrente ma non c'è contatto con B allora l'uscita sarà bassa, se c'è contatto l'uscita sarà alta; inoltre non è detto che la corrente possa scorrere solo da A verso B, ma anche da B verso A, a differenza delle reti unilaterali.
Gli esempi fatti sui due tipi di reti sono banali, ma più in generale si possono avere reti logiche unilaterali quali i circuiti combinatori o i circuiti sequenziali che sono circuiti fatti di porte logiche (reti unilaterali elementari) e poi abbiamo i circuiti fatti da elementi quali resistori, condensatori o induttori collegati in serie e/o parallelo per formare circuiti più complessi.
Il nome rete logica è di norma associato solo a reti che eseguono un'elaborazione elettronica quali i circuiti combinatori e sequenziale in quanto elaborano dei dati secondo logica, cioè secondo la logica prevista dal progetto della rete; si tende invece a distinguere da queste reti i circuiti elettrici che hanno altre funzioni.